# Aerosmith
Aerosmith je ameriška glasbena skupina iz začetka sedemdesetih, preigravajo pa klasični rock, hard rock in tudi heavy metal. Svojo glasbeno pot so začeli v Bostonu, čeprav nobeden od članov benda ne prihaja iz tega mesta. 
Bend je postal izjemno popularen že v sedemdesetih, od leta 1979 do 1984 pa so imeli nemalo težav zaradi droge in drugih substanc, kar bi jih skoraj pokopalo. Ta leta so znana kot njihova najbolj črna leta. Kljub težavam so se leta 1984 reorganizirali in začeli igrati v prvotni postavi. Aerosmithi so po celem svetu prodali že več kot 140 milijonov albumov, kar jih uvršča med najbolj prodajane glasbene izvajalce sploh.

## Zgodovina
Joe Perry in Tom Hamilton sta se septembra 1970 preselila v Boston in tam spoznala Joeya Kramerja in njegovega prijatelja Stevena Tallarica (kmalu Tylerja). Prišel je še Ray Tabano in oktobra 1970 so ustanovili bend z imenom Aerosmith. Že leta 1971 pa je Tabana zamenjal Brad Whitford. V tej postavi igrajo še danes.

### Sedemdeseta
Prvotna postava je torej bila: Steven Tyler (vodilni vokal), Joe Perry (kitara, vokal), Tom Hamilton (bas kitara), Joey Kramer (bobni), and Ray Tabano (ritmična kitara). Tyler, ki je bil sicer bobnar in vokalist, je zavrnil igranje bobnov in se je želel posvetiti samo vokalom. Zato se jim na bobnih pridruži Kramer, ki za igranje v bendu zapusti šolo. Brad Whitford, šolan in zelo sposoben kitarist se pridruži bendu leta 1971. Imeli so nekaj lokalnih koncertov in so navdušili. Tako se leta 1972 pogodijo z založbo Columbia Records in istega leta izdajo album Aerosmith, na katerem je tudi hit »Dream on.« Po turneji so izdali drug album Get Your Wings (1974).
S tretjim studijskim albumom Toys in the Attic so postali svetovno znani. Zvoki heavy metala, glam rocka in punka so ploščo naredili zelo uspešno. Na plošči so med drugimi tudi single Sweet Emotion, ponovno zaigran »Dream on« in novi komad »Walk This Way«. Naslednji album, Rocks, doživi platinasto naklado, na njem se znajdeta tudi hita »Back in the Saddle« in »Last Child«. 
Naslednji album, Draw the Line, ne doživi takega uspeha. Nekateri so jih začeli kritizirati. Popularnost jim je začela padati, droge so postale njihov vsakdan, Joe Perry zapusti skupino med snemanjem šestega studijskega albuma Night in the Ruts (1979). Sprva je bil zamenjan z bendovim dolgoletnim prijateljem in piscem besedil Richiejem Supo, nato pa s kitaristom Jimmyem Crespotom. Zaradi zasvojenosti z drogo sta v tem času Tyler in Perry postala znana kot »The Toxic Twins«.

### Osemdeseta
Z leta 1980 izdanim albumom Greatest hits Aerosmithi doživijo še en zelo dobro prodajan album. Že naslednje leto pa z odhodom Brada Whitforda doživijo velik šok. Pridruži se jim Rick Dufay in z njim posnamejo sedmi studijski album Rock in a Hard Place, ki pa je bil manjša polomija. Med enim izmed nastopov, ki je sledil abumu, se je Tyler na odru zgrudil v nezavest, a na srečo brez resnejših posledic.
Na Valentinovo 1984 sta Perry in Whitford videla Aerosmithe igrati. Odločila sta se zopet pridružiti bendu, kar sta udejanila aprila istega leta. Odšli so na turo »Back in the Saddle« in posneli koncertni album Classics Live II. Cilj ture je bil nazaj pridobiti stare privržence. Še vedno pa so se spopadali s starimi problemi, zamenjali so založbo, za sodelovanje so se pogodili z Geffen Records. 
Leta 1985 izdajo prvi album po vrnitvi starih dveh članov, Done with Mirrors. Album je bil prodajno soliden, kljub temu da na njem ne najdemo nobenega večjega hita. Po snemanju albuma sta se Tyler in Perry odpravila na zdravljenje odvisnosti od drog. Skupaj z Run D.M.C so predelali tudi skladbo »Walk this way«. Predelava je zvenela bolj hip-hopovsko, kar so mnogi kritizirali, a tudi to je bil del njihove vrnitve. Leta 1987 izdajo naslednji album, Permanent Vacation, na katerem so tudi hiti »Dude (Looks Like a Lady),« »Rag Doll,« and »Angel«. Album je dosegel zelo dobre številke - bil je njihov do tedaj najbolj prodajan album desetletja. Odšli so na turnejo z Guns 'n' Roses, tik preden je Gunse zajela svetovna slava. Njihov naslednji album, Pump (1989), je bil sprejet še bolje. Prodali so kar 8 milijonov plošč. Za največji hit tega albuma, komad Janie's Got a Gun so prejeli (prvo) nagrado Grammy.

### Devetdeseta
Kljub neverjetnemu uspehu konec osemdesetih in v začetku devetdesetih so album Pump z naslednjim izdelkom Get a Grip (1993) še presegli. Prvi hit iz tega albuma je bil komad »Livin' on the Edge«. Mnogi so ta album kritizirali, češ da vsebuje preveč balad, a ravno balade so doživele velik uspeh. Trojček balad, ki so doživele velik uspeh, je »Cryin«, »Crazy« in »Amazing«. V videospotu za komad »Crazy« sta nastopili Alicia Silverstone in Stevenova hči Liv Tyler. Z albumom Get a Grip Aerosmithi spremenijo dotedanji zvok in postanejo poslušljivi širši množici. Albumu je sledila 18 mesečna svetovna turneja, na kateri so med drugim nastopili na festivalu Woodstock '94 in odprli tudi svoj klub The Mama Kin, v Bostonu leta 1994. Do danes so prodali kar 12 milijonov primerkov albuma »Get a Grip«.
Istega leta je izdan tudi album Big Ones, na katerem najdemo vse njihove večje hite iz albumov Permanent Vacation, Pump in Get a Grip, dodane pa so še tri nove pesmi, to so »Duces are Wild«, »Blind Man«, in »Walk on Water«.
Pred začetkom snemanjem naslednjega albuma so se odločili za krajši premor. Nato izdajo Nine Lives. V tem času so imeli veliko težav, med drugim so odpustili svojega dolgoletnega menedžerja Tima Collinsa, ki jih je v osemdesetih rešil propada. Zamenjali so tudi svojega dotedanjega producenta Glena Ballarda. Nadomestil ga je Kevin Shirley. Novi album se je dobro prodajal, a nato hitro izginil z lestvic. Na njem najdemo single »Hole in My Soul«, »Pink« in Fallin' in Love (is Hard on the Knees)«. Vnovič je sledila dolga turneja, na kateri pa so imeli nemalo težav. Tyler si je na enem izmed koncertov poškodoval nogo, Kramer pa je imel hude opekline, saj mu je na bencinski črpalki razneslo avto. Leta 1998 izdajo album A Little South of Sanity, ki je že kmalu po izdaji doživel platinasto naklado. Posneli so ga na Get a Grip in Nine Lives turnejah.

### 2000-
To desetljetje so začeli z nastopom med polčasom enega najbolj gledanih športnih dogodkov, Super Bowlu, januarja 2001. Marca istega leta so izdali že svoj trinajsti studijski album Just Push Play. Tudi ta album je bil uspešen in je doživel platinasto naklado. Kmalu po izdaji albuma so bili dodani v Rock and Roll halo slavnih, kjer so svoje mesto našli najbolj vplivni rock bendi vseh časov. Kasneje tega leta so sodelaovali tudi na koncertu United We Stand, ki je bil odigran v spomin na žrtve terorističnih napadov 11. septembra 2001.
Leta 2002 so izdali kompilacijo dveh albumov O, Yeah! The Ultimate Aerosmith Hits in single »Girls of Summer«. Odšli so na Girls of Summer turnejo, katero sta odprla Kid Rock in Run-DMC.
Leta 2004 so izdali dolgo pričakovan blues album Honkin' on Bobo. Album je bil vrnitev k bendovim koreninam. Decembra je albumu sledil DVD You Gotta Move, na katerem najdemo koncertne posnetke Honkin' o Bobo turneje. 
Joe Perry leta 2005 izda solo album, za pesem Mercy je bil nominiran za Grammya v kategoriji »Best Rock Instrumental Performance«, a nagrade ni prejel. 
Januarja 2006 so se odpravili na dolgo turnejo, kljub uradnemu sporočilu za javnost da je član benda bolan. 22. marca so turnejo prekinili, saj Tyler svojih težav z grlom ni mogel več skrivati. Po Hamiltonovih besedah naj bi bil danes njegov glas že boljši. Za pomlad 2007 Aerosmithi napovedujejo nov album.

## Zasedba

### Trenutni člani
- Steven Tyler glavni vokal
- Brad Whitford kitara
- Joe Perry kitara
- Tom Hamilton bas kitara
- Joey Kramer bobni

### Bivši člani
- Ray Tabano - kitara (1970-1971)
- Richie Supa - kitara (1979)
- Jimmy Crespo - kitara (1979-1984)
- Rick Dufay - kitara (1980-1984)

## Diskografija

### Studijski albumi
- Aerosmith (1973)
- Get Your Wings (1974)
- Toys in the Attic (1975)
- Rocks (1976)
- Draw the Line (1977)
- Night in the Ruts (1979)
- Rock in a Hard Place (1982)
- Done with Mirrors (1985)
- Permanent Vacation (1987)
- Pump (1989)
- Get a Grip (1993)
- Nine Lives (1997)
- Just Push Play (2001)
- Honkin' on Bobo (2004)
- Music from Another Dimension! (2012)

### Koncertni albumi, kompilacije
- Live Bootleg (1978)
- Greatest Hits (1980)
- Classics Vol. 1 (1986)
- Classics Vol. 2 (1987)
- Gems (1988)
- Pandora's Box (1991)
- Box of Fire (1994)
- Big Ones (1994)
- A Little South of Sanity (1998)
- Young Lust: The Aerosmith Anthology (2001)
- O, Yeah! The Ultimate Aerosmith Hits (2002)
- 20th Century Masters: The Millennium Collection – The Best of Aerosmith (2003)
- Aerosmith: The Collection - Aerosmith/Get Your Wings/Toys in the Attic (2004)
- Rockin' the Joint (2005)
- Devil's Got a New Disguise: The Very Best of Aerosmith (2006)
- Tough Love: Best of the Ballads (2011)
- The Essential Aerosmith (2011)
- Aerosmith Rocks Donington 2014 (2015)